# Большие Кизели
Большие Кизели — деревня в Большесосновском районе Пермского края. Входит в состав Петропавловского сельского поселения.

## Географическое положение
Расположена на правом берегу реки Андреевка (левый приток реки Кизелка), примерно в 4 км к северу от административного центра сельского поселения, села Петропавловск.

## Население
| 2010 |
| ---- |
| 45   |

## Улицы
- Ленина ул.
- Первая ул.

## Топографические карты
- Лист карты O-40-73 Кузьма. Масштаб: 1 : 100 000. Состояние местности на 1983 год. Издание 1984 г.